# Georg Fein
Pour les articles homonymes, voir Fein.
Georg Fein (8 juin 1803, Helmstedt - 26 janvier 1869, Diessenhofen) est un journaliste et homme politique allemand, considéré comme un des pionniers socialistes et du nationalisme libéral allemand. Il a un rôle important durant le Vormärz.

## Jeunesse et premiers engagements
Georg Fein est né le 8 juin 1803 à Helmstedt, dans une famille de la classe moyenne aisée. À partir de 1822, il étudie le droit aux universités de Göttingen, Heidelberg, Berlin et Munich. En tant qu'étudiant, il est impliqué dans l'Urburschenschaft en faveur de l'unité et de la démocratie allemande. Son activisme provoque des ennuis avec les autorités qui l'empêchent d'achever ses études de droit.

En 1831, il devient un des rédacteur de la Deutsche Tribüne, un journal libéral très influent jusqu'à son interdiction en 1832. Il participe aussi aux premières tentatives d'organisation des travailleurs. Il est rapidement sous la surveillance de la police et arrêté à plusieurs reprises.

En avril 1833, il participe avec d'autres conspirateurs libéraux, dont Karl Schapper, au Frankfurter Wachensturm, une des plus importantes insurrections de la période du Vormärz. Après l’échec de ce dernier, il s'enfuit en Suisse.

## Exil et errance en Europe et en Amérique
À Zurich, Fein devient journaliste à la Neue Zürcher Zeitung, mais est contraint de démissionner en raison de la tonalité trop radicale de ses articles. En 1835, il rejoint « Jeune-Allemagne », une société secrète inspirée la Giovine Italia de Giuseppe Mazzini et propageant comme elle la démocratie, le nationalisme et la réforme sociale. Fein devient membre du comité central de Jeune-Allemagne.
En 1836, Fein est expulsé de Suisse et se rend à Paris , où il rejoint la Ligue des bannis, fondée par Wilhelm Weitling. En son nom, Fein a publié la revue Der Geächtete ((de) : Le Banni). Il se lie aussi d'amitié avec les poètes Heinrich Heine et Georg Büchner. En 1837, Fein est arrêté et expulsé de France.
Il se rend d'abord à Londres, où il organise un cercle de lecture en langue allemande pour les travailleurs ; par la suite, il va à Oslo, Paris, Strasbourg et la Suisse sous divers pseudonymes. Il fait un héritage qui le rend financièrement indépendant et maintient des contacts avec des personnalités d'opposition aux divers États allemands. Il publie plusieurs écrits à l'étranger qui sont interdits par la censure. Parmi ceux-ci, un essai qu'Hoffmann von Fallersleben conçoit comme une introduction à ses poèmes politiques, avec une longue postface de Fein. De même, il écrit une préface ou une postface à des œuvres de Johann Jacoby ou de Theodor von Schön.
En 1844, Fein est de retour en Suisse et participe à des cercles démocratiques radicaux. En 1845, il participe du côté des Libéraux à des insurrections dans le canton de Lucerne, il est alors capturé et emprisonné. Le canton de Bâle, proche des Libéraux, fait de lui un citoyen d'honneur, mais ses amis ne peuvent pas obtenir sa libération. Les autorités de Lucerne le déportent en Autriche, mais le gouvernement de Ferdinand Ier d'Autriche ne veut pas de lui sur son territoire. Metternich décide de l'expulser vers les États-Unis. Fein y arrive en 1846, il tient des conférences à Philadelphie et Cincinnati sur l'histoire du mouvement démocratique en Allemagne depuis 1830. À Baltimore, il fonde le club démocratique Concordia.

## La révolution de 1848 et ses suites
Après la révolution de Mars 1848, Fein revient en Allemagne dès septembre. Il devient membre de l'Association démocratique de Brême et délégué au deuxième Congrès démocrate à Berlin en octobre 1848. À l'initiative de Hermann Kriege (de), Fein est élu président du Congrès mais démissionne rapidement de cette position, tout en restant membre de la commission d'organisation du congrès. En octobre 1848, Fein se fiance avec Ernestine von König, qu'il épouse en 1849.